# Otacilia ambon
Otacilia ambon är en spindelart som beskrevs av Christa L. Deeleman-Reinhold 200. Otacilia ambon ingår i släktet Otacilia och familjen flinkspindlar. Inga underarter finns listade i Catalogue of Life.